# Скали, Массимо
Ма́ссимо Скали (итал. Massimo Scali; род. 11 декабря 1979, Монтеротондо) — итальянский фигурист, выступавший в танцах на льду с Федерикой Файелла. Пара — семикратные чемпионы Италии, двукратные серебряные призёры чемпионатов Европы 2009 — 2010, бронзовые призёры чемпионата мира 2010. Завершил любительскую спортивную карьеру в 2011 году.

## Карьера

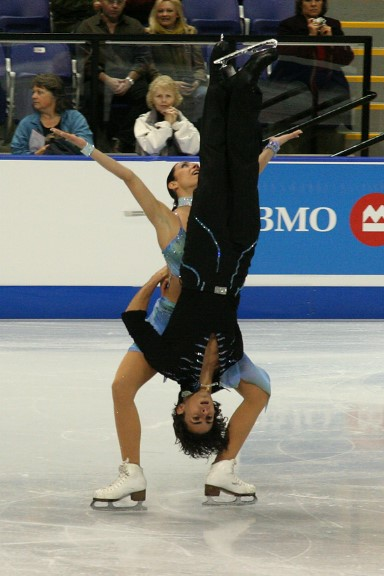
«Перевёрнутая» поддержка в исполнении Ф. Файелла и М. Скали. Skate Canada 2006.

Первой партнёршей Массимо Скали была Флавия Оттавиани, с которой они завоевали, в общей сложности, шесть медалей юниорской серии Гран-при, однако в финалах на пьедестал восходили только один раз, в 1998 году (третье место).
Следующей партнёршей Скали стала Федерика Файелла. Долгое время дуэт исполнял поддержки, где партнёрша поднимала партнёра, однако после того, как во время произвольного танца на чемпионате Европы в 2007 году Федерика уронила партнёра на лёд и он сильно ударился головой, на чемпионате мира того же года эта поддержка была изменена, и в дальнейшем таких «перевёрнутых» поддержек они не исполняли.
В сезоне 2008—2009, пара, удачно выступив в серии Гран-при (стала второй на этапе «Trophée Eric Bompard» и выиграв этап «NHK Trophy»), впервые в своей карьере отобралась для участия в финале Гран-при, где они стали четвёртыми. На чемпионате Европы 2009 в отсутствие лидеров европейских танцев россиян Домниной и Шабалина и французов Делобель и Шонфельдера завоевали свои первые медали — серебряные.
В сезоне 2009—2010 пара в 7-й раз завоевала титул чемпионов Италии. На чемпионате Европы фигуристы выиграли 2 танца из 3, но по сумме баллов уступили российской паре Оксана Домнина / Максим Шабалин и во второй раз стали серебряными призёрами чемпионата Европы. После Олимпийских игр в Ванкувере, где спортсмены стали 5-ми, они выступили на домашнем чемпионате мира и впервые в своей многолетней карьере стали бронзовыми призёрами мирового первенства, уступив только олимпийским чемпионам Тесса Вертью / Скотт Моир и серебряным призёрам олимпиады Мэрил Дэвис / Чарли Уайт. В ходе сезона фигуристы не раз говорили, что этот сезон станет последним в их любительской карьере, но после бронзы чемпионата мира решили остаться ещё на год.
Однако, следующий сезон 2010—2011, не задался. Пара заняла лишь третье место на этапе Гран-при в Китае, допустив серьёзные ошибки с падениями и в коротком и в произвольном танце, затем они не смогли финишировать на этапе в Москве из-за травмы Федерики, не попав, таким образом, в финал. Национальный чемпионат 2011 года они также пропустили из-за проблем со здоровьем. На чемпионате Европы пара была одним из претендентов на золотые медали, но сорвав короткий танец и заняв в нём 7-е место лишили себя всех шансов и на победу. В марте 2011 года, до начала чемпионата мира, Федерика Фаелла и Массимо Скали официально объявили об окончании любительской спортивной карьеры. Скали собирается сотрудничать с тренерами Анжеликой Крыловой и Паскуале Камерленго, у которых пара тренировалась раньше.

## Спортивные достижения

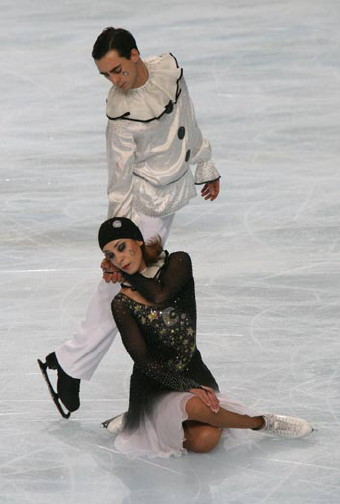
Ф. Файелла и М. Скалли на Trophée Eric Bompard 2008

### после 2008 года
(с Ф. Файеллой)
| Соревнования                         | 2008—2009 | 2009—2010 | 2010—2011 |
| ------------------------------------ | --------- | --------- | --------- |
| Зимние Олимпийские игры              |           | 5         |           |
| Чемпионаты мира                      | 9         | 3         |           |
| Чемпионаты Европы                    | 2         | 2         | 5         |
| Чемпионаты Италии                    | 1         | 1         |           |
| Финалы Гран-при                      | 4         |           |           |
| Этапы Гран-при: Cup of Russia        |           |           | WD        |
| Этапы Гран-при: Cup of China         |           | 3         | 3         |
| Этапы Гран-При: Trophee Eric Bompard | 2         |           |           |
| Этапы Гран-при: NHK Trophy           | 1         |           |           |

- WD = снялись с соревнований

### до 2008 года
(с Ф. Файеллой)
| Соревнования                         | 2001—2002 | 2002—2003 | 2003—2004 | 2004—2005 | 2005—2006 | 2006—2007 | 2007—2008 |
| ------------------------------------ | --------- | --------- | --------- | --------- | --------- | --------- | --------- |
| Зимние Олимпийские игры              | 18        |           |           |           | 13        |           |           |
| Чемпионаты мира                      | 16        | 11        | 9         | 9         | 8         | 9         | 5         |
| Чемпионаты Европы                    | 12        | 8         | 6         | 5         | 7         | 6         | 4         |
| Чемпионаты Италии                    | 2         | 1         | 1         | 1         | 2         | 1         | 1         |
| Этапы Гран-При: Skate America        |           |           | 4         |           |           |           | 3         |
| Этапы Гран-При: Cup of China         |           |           |           |           | 6         |           | 3         |
| Этапы Гран-При: Trophee Eric Bompard |           |           |           | 5         | 3         | 3         |           |
| Этапы Гран-При: Skate Canada         | 7         | 5         |           |           |           | 3         |           |
| Этапы Гран-при: Cup of Russia        |           | 5         | 5         | 3         |           |           |           |
| Этапы Гран-При: Bofrost Cup on Ice   |           |           | 3         |           |           |           |           |
| Nebelhorn Trophy                     | 2         | 1         |           |           |           |           |           |
| Мемориал Карла Шефера                | 2         |           |           |           |           |           |           |

(с Ф. Оттавиани)
| Соревнования                       | 1996—1997 | 1997—1998 | 1998—1999 | 1999—2000 |
| ---------------------------------- | --------- | --------- | --------- | --------- |
| Чемпионаты мира среди юниоров      | 22        |           | 7         | 4         |
| Чемпионаты Италии                  |           | 2J.       | 2J.       | 1J.       |
| Финалы юниорской серии Гран-при    |           | 3         | 6         | 5         |
| Этап юниорского Гран-при, Словения |           |           |           | 3         |
| Этап юниорского Гран-при, Япония   |           |           |           | 1         |
| Этап юниорского Гран-при, Болгария |           |           | 1         |           |
| Этап юниорского Гран-при, Китай    |           |           | 1         |           |
| Этап юниорского Гран-при, Франция  |           | 1         |           |           |
| Этап юниорского Гран-при, Словакия |           | 1         |           |           |

- J = юниорский уровень; WD = снялись с соревнований